# Pterolophia celebensis
Pterolophia celebensis är en skalbaggsart som beskrevs av Stefan von Breuning 1938. Pterolophia celebensis ingår i släktet Pterolophia och familjen långhorningar.
Artens utbredningsområde är Sulawesi. Inga underarter finns listade i Catalogue of Life.